# メディア・スタッフ
メディア・スタッフは、主に元放送局出身のアナウンサーやスタッフのマネジメント活動を行う会社で、1985年にTBSアナウンサーだった渡辺謙太郎が代表となって設立されたプロダクションである。

## 所属者
2014年5月現在

### 男性
- 宇野和男（元テレビせとうち→ラジオたんぱ）
- ワリー・ガッタナー
- 服部陽介（元新潟放送）
- 吉田雅彦（元IBC岩手放送　現在文化放送出向）

### 女性
- 浅田紀子
- 上野千奈美
- 岡田紀子（元NHK大分放送局契約キャスター→テレビ西日本→テレビ埼玉、現在は文化放送出向）
- 織田亮子
- 佐藤多恵（元FM新潟）
- 重松和世（元中部日本放送）
- 杉江奏子（元テレビ信州）
- 前場美保子（元ラジオ福島、文化放送出向）
- 多田記子（元福井テレビ）
- 徳永恭子（元南日本放送）
- naoko
- 仲宗根朋美（元劇団東京乾電池）
- 永井恵津子
- 畠山えり子（元FM新潟、NHK新潟放送局契約キャスター 現在ビデオジャーナリスト）
- 原志保（元秋田放送）
- 深沢ちえり（元ラジオ福島）
- 萬谷宜子（元FM静岡）
- 三浦まゆみ
- 山田美幸（元北陸放送）
- 綿谷尚子（元北陸放送）
- 渡邉ヤヨイ（元NHK静岡放送局契約キャスター）

過去
- 渡辺謙太郎（元TBS）
- 白戸太朗
- 荻島正己（元静岡放送）
- 鈴木純子（元FM群馬→文化放送出向　現在は文化放送へ正社員として移籍）
- 最所千加子（元ラジオ福島）
- 鈴木紀子（元山形放送、オーストラリア・SBS日本語プログラムアナウンサー）
- 廣田みゆき（元NHK宇都宮放送局、FM栃木）
- 宮坂珠理（元東北放送）
- 森美佳
- 山崎千佳子